# Hibiscus moxicoensis
Hibiscus moxicoensis är en malvaväxtart som beskrevs av E. G. Baker. Hibiscus moxicoensis ingår i Hibiskussläktet som ingår i familjen malvaväxter. Inga underarter finns listade i Catalogue of Life.